# Kelala (woreda)
Pour les articles homonymes, voir Kelala.
Kelala est l’un des 105 woredas de la région Amhara, en Éthiopie.